# Al Quie
Albert Harold Quie (Dennison, 18 settembre 1923 – Wayzata, 18 agosto 2023) è stato un politico statunitense, governatore del Minnesota dal 1979 al 1983 e in precedenza membro della Camera dei rappresentanti per lo stesso stato dal 1958 al 1979.

## Biografia

### Origini
Quie nacque nella contea di Rice, nel Minnesota. Durante la seconda guerra mondiale, si arruolò nella United States Navy mentre nel 1950 si laureò in scienze politiche al St. Olaf College.

### Carriera politica
Aderente al Partito Repubblicano, Quie fu membro del Senato del Minnesota dal 1955 al 1958. In seguito, fu eletto alla Camera dei Rappresentanti degli Stati Uniti vincendo una elezione speciale svoltasi a causa della morte del rappresentante August Andresen. La sua permanenza al Congresso durò dal 1958 al 1979.
Per un breve periodo, Quie fu preso in considerazione per la carica di vicepresidente degli Stati Uniti nel 1974 con la presidenza di Gerald Ford. La carica andò poi a Nelson Rockefeller.
Quie venne eletto governatore del Minnesota nel 1978. Durante il suo unico mandato, ci fu una grave crisi del bilancio economico dello Stato e il governatore attuò scelte molto impopolari. Non si ricandidò nel 1982.

### Morte
Quie è morto nell'estate del 2023 esattamente un mese prima di compiere 100 anni.

## Vita privata
Quie fu sposato con Gretchen Hansen (1927-2015) dal 1948 fino alla morte di lei. La coppia ebbe cinque figli.